# 無線操縦ヘリコプター

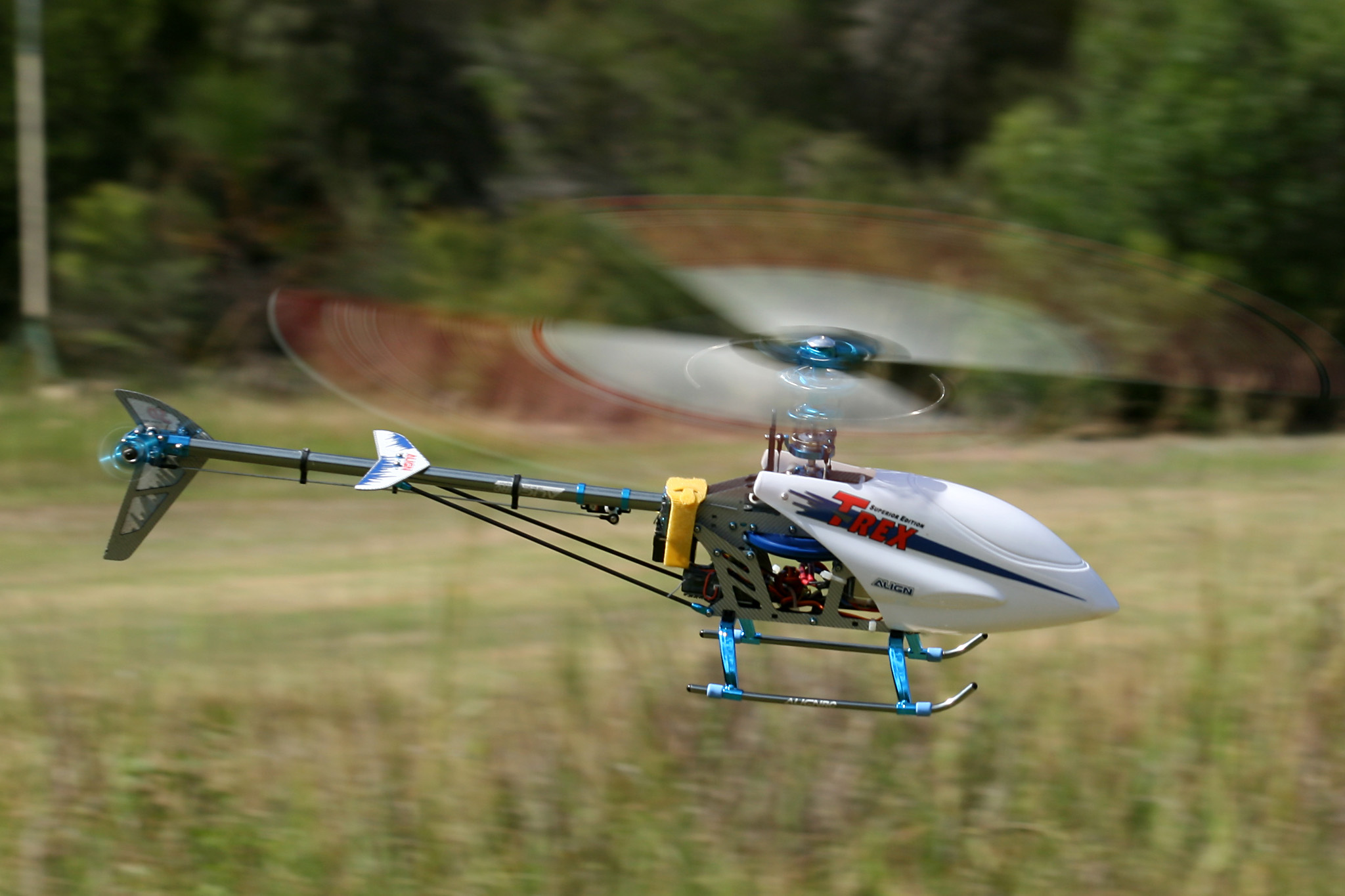
モーター駆動機 Align T-rex 450SE

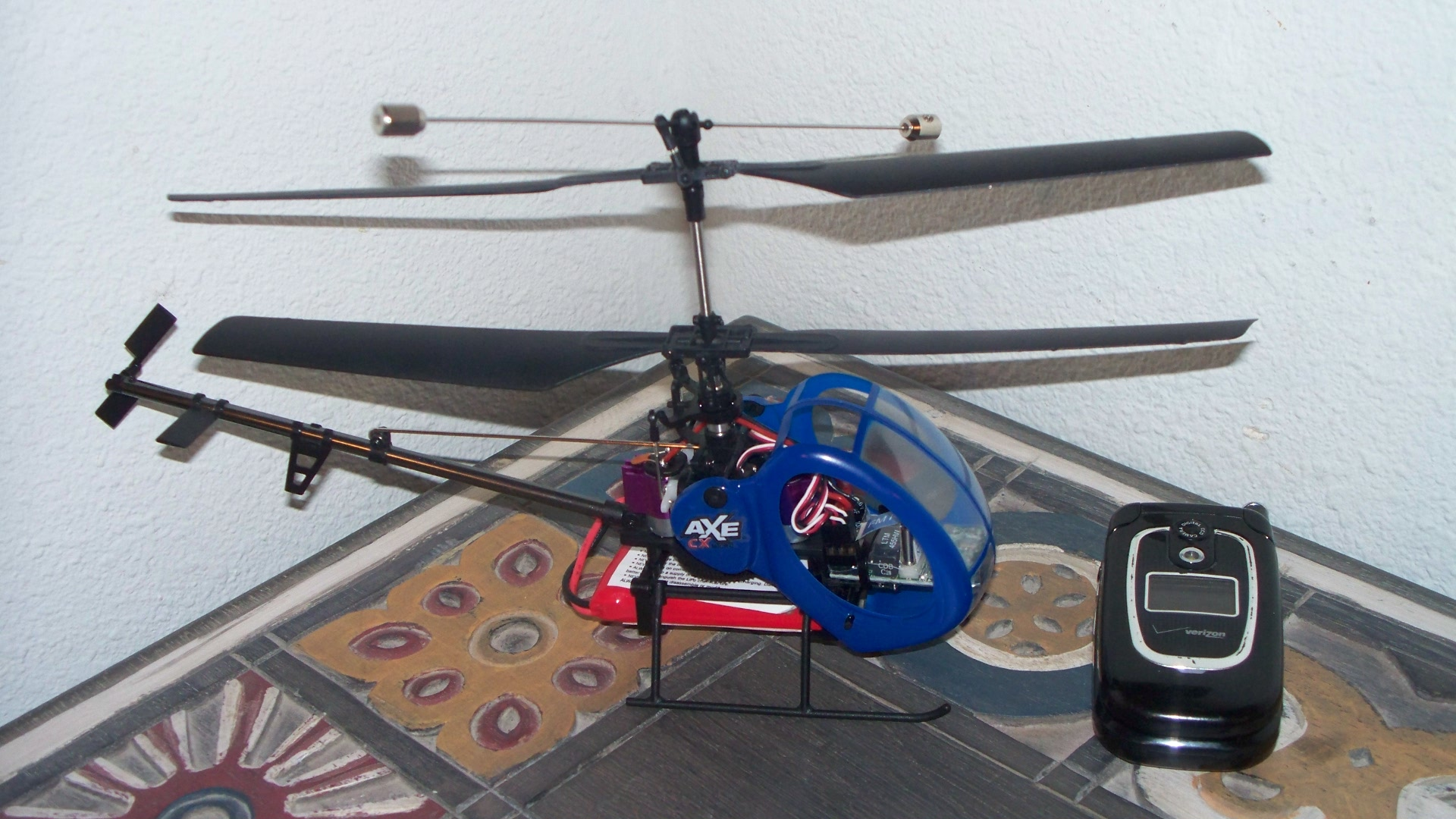
超小型同軸反転ローター搭載機 Max Axe Micro CX

無線操縦ヘリコプター（むせんそうじゅうヘリコプター、RCヘリコプター）は、ラジコン模型航空機の一種で、無線機によって遠隔操作されるヘリコプターである。趣味としてだけではなく、産業用にも用いられている。原動機には通常、2サイクルのグローエンジンや、モーターとリチウムイオンバッテリーを搭載した電動式が用いられる。電動式は排気ガスを出さない為、屋内での飛行も可能である。
従来は安定性が低く、操縦には訓練が必要だったが、徐々に自動安定装置が開発、普及し操縦は易しくなりつつある。また、GPSと組み合わせて自律飛行するものも普及されつつある。

## 歴史
1960年代から世界各地で開発が進められてきたが、無線装置の問題が課題になっていた。1970年代に比例制御の可能な無線装置が普及し始めたことにより実現した。1970年6月20日に西ドイツのディーター・シュルーター(Dieter Schlüter)によって11.5km、27分51秒の無線操縦ヘリコプターによる世界記録が樹立された。同時期日本でも開発に成功していた。シュルーターは1970年の秋にヒューイ コブラの組み立てキットを受注して1971年の春に出荷して、1971年にSchuco-Hegiから300個のキットが発売された。
その頃、世界で最初の比例制御コントロールの送受信機であったアメリカのスペースコントロールをいち早く輸入し、日本で自身の設計になるロイヤルグレースへ搭載し飛行していたラジコン界の第一人者である沖裕二は、早速シュルーターのヒューイコブラを輸入し、埼玉県入間市の荒川河川敷に作られていた模型飛行機専用飛行場において、初めてのフライトとなる沖操縦による数分間の飛行を行った。回転翼の知識が浸透していない時代、離陸するとフラフラまるでアンコントロールのように羽根つきの様な雰囲気で浮遊し数分間で落ちてしまったのが、国内における初めてのラジコンヘリコプターフライトである。
この時、沖と親しく関わっていた工作機械メーカーを経営する野村孝之が特別に呼ばれ飛行に立ち会った。不安定な飛行をするも、一応浮遊した程度で終わった翌日、野村自らの設計技術と本業の製造設備を使い機構部分を3ヶ月で独自のアイデアを組み入れて作り上げ、幾多の試験飛行を繰り返した結果完成にたどり着き、商用販売のために沖を社長とするカルト産業の設立となった。野村の手により機構部品の設計製作は全て国内で製作調達された。
しかし、販売開始後夏になるとエンジンのオーバーヒートが原因で、飛行中エンジン停止を生じることが多々発生した。この解決のために様々な形状の冷却ファンの試行を経てオーバーヒートの問題を解決し、季節に関わらず連続飛行を安定して出来るようになり、全国でデモフライトを催し、爆発的なヒューイコブラの販売へと導いた。野村は本業を持つため、カルト産業の設立に関わる事はなかった。開発初期の機構設計図は今も大切に野村側で保存されている。
1971年にカルト産業からシュルーターの許諾を得て縮小版のコブラ450が発売され、1973年に西ドイツのKAVANからジェットレンジャーの組み立てキットが発売され、同年にグラウプナーからベル212が発売され、ヒロボーが1976年に参入して、神戸機工、TSK等も参入した。1970年代末には電動ヘリコプターEH-1スカイラークが石政から発売され1987年にはアイソニックから小型電動ヘリコプターEH-550が発売された。
また、1980年代初頭の神戸技研によるRCASSの開発を機にヤマハ発動機がヒロボーの協力を得て農薬散布や空中撮影などにも使用される産業用無線操縦ヘリコプターの開発に参入した。1989年にはキーエンスからクワッドローターのジャイロソーサーが発売され、後のマルチコプターの先駆けになる。1990年代初頭には従来、ヘリコプターのサイクリックピッチ制御では不可欠とされたスワッシュプレートを備えないリボリューターが発売された。
その後、リチウムポリマー電池やブラシレスDCモータ、MEMSジャイロスコープ、スペクトラム拡散等の技術を取り入れ、現在では特別な訓練を受けなくても手軽に飛ばすことの出来る製品が供給されている。

## 原動機
- グローエンジン (ニトロメタンをメタノールに添加した燃料を使用する)
- 電動(最近はこれが主流になりつつある。リチウムポリマーバッテリーとブラシレスモーターの搭載により、従来エンジン機でしか出来なかったスタント飛行も可能になる。)
- ガスタービン
- ガソリンエンジン(高出力で機体が汚れにくく燃料費が安い)
- ロータリーエンジン (振動が少なく高出力)

## 無線装置

### 無線
日本メーカーが優位を保つ。超小型の室内ヘリでは赤外線コントロールも増えつつある。無線装置の主なブランドには、JR, Spektrum, Futaba, Hitec, エアトロニクス, 三和電子機器, Multiplexなどがある。
固定ピッチ機では4チャンネル（スロットル、エルロン、エレベーター、ラダー）、可変ピッチ機では5〜6チャンネル（スロットル、エルロン、エレベーター、ラダー、ピッチ、ジャイロ感度調整）を使用する。なお、可変ピッチ機の場合、スロットルとピッチは同じスティック（日本で使用されているモード1送信機では右スティックの上下）で操作する。従来は水晶振動子を交換する事によってバンド(帯域)を変えていたが、その後、シンセサイザー方式が現れ、さらに近年では拡散符号で多重化するVSMスペクトラム拡散式が徐々に普及しつつある。ヘリを含む上空飛行模型に使用が認められている周波数は40MHz帯、72MHz帯および2.4GHz帯であるが、産業用には別の周波数が割り当てられている。

### 変調方式
FM(周波数変調)が用いられる。PPM式は安価な機種、PCMは上の機種で用いられる。
近年はVSMスペクトラム式が普及しつつある。VSMスペクトラム式はまだメーカー間での互換性が確保されていない。今後の課題である。

## 用途

### 産業用
趣味としてだけではなく、その有用性により、空撮、農薬散布、救助活動、偵察任務にまで徐々に活躍の場を広げつつある。
1980年に(社)農林水産航空協会の委託で農薬散布用の遠隔操作による米海軍の艦載無人対潜ヘリコプターのQH-50 DASHを原型とする二重反転ローター式無線操縦ヘリコプターである遠隔誘導式小型飛行散布装置(RCASS)の開発に着手して、エンジンの提供を契機としてヤマハ発動機が開発に参加して進められた。
1983年に再設計を開始して1984年に二重反転ローター式のRCASS1号機が完成したものの、安定性が良くなく、実用性に欠けていた。1986年に開発が終了した。1987年にRCASS2号機が初飛行した。開発期間中に1号機と2号機が製造された。
二重反転ローター式での開発が難航していたので1985年から並行して趣味用の無線操縦ヘリコプターの開発で実績のあったヒロボーが計画に参加してオーソドックスなテールローターを装備した形式に変更して開発が進められ、1987年にR-50が完成した。その後、各社から続々とRMAXシリーズ、ヤンマーのYH-300、ファンテックのヘラクレス、日本遠隔制御のGSR260、FAZER等の機種が発売される。
航空機製造事業法の適用を受けない無人航空機の積載物を含む離陸総重量は2014年4月以降、以前の100kgから150kgに引き上げられた。但し、RPH-2のように航空機製造事業法の適用を受ける場合であればこの限りではない。

### 比較
| 機体名称 | RCASS               | R-50               | RMAX               | YH-300        | FAZER              | RPH-2              |
| -------- | ------------------- | ------------------ | ------------------ | ------------- | ------------------ | ------------------ |
| 積載量   | 10kg                | 20kg               | 30kg               | 30kg          | 30kg               | 100kg              |
| 内薬剤   |                     | 10kg               | 24kg               | 24kg          | 30kg               | 60kg               |
| 飛行時間 |                     | 30分               | 60分               | 40分          | 60分               | 60分               |
| 全長     | 1.40m               | 3.58m              | 3.63m              | 3.95m         | 3.66m              | 5.6m               |
| 回転翼径 | 2.60m               | 3.07m              | 3.12m              | 3.38m         | 3.12m              | 4.8m               |
| 全高     | 1.8m                | 1.08m              | 1.08m              | 1.15m         | 1.08m              | 1.8m               |
| 自重     | 80kg                | 44kg               | 58kg               | 58kg          | 70kg               | 230kg              |
| 全備重量 | 100kg               | 65kg               | 94kg               | 95kg          | 100kg              | 330kg              |
| 原動機   | 水冷2サイクル単気筒 | 水冷2サイクル2気筒 | 水冷2サイクル2気筒 | 空冷2サイクル | 水冷4サイクル2気筒 | 水冷2サイクル3気筒 |
| 排気量   | 292cc               | 98cc               | 246cc              | 248cc         | 390cc              | 679cc              |
| 出力     | 28hp                | 12hp               | 21hp               | 21hp          | 25.6hp             | 83.5hp             |
| メーカー | 神戸技研            | ヤマハ発動機       | ヤマハ発動機       | ヤンマー      | ヤマハ発動機       | 富士重工           |